# Glenn Cannon
Glenn Cannon (* 21. November 1932 in Aberdeen, Schottland (nach anderer Quelle: Philadelphia, Pennsylvania, USA); † 20. April 2013 in Honolulu, Hawaii) war ein US-amerikanischer Schauspieler und Hochschullehrer.

## Leben
1938, als Cannon sechs Jahre alt war, zogen seine Eltern mit ihm nach Hawaii. Cannon studierte Schauspiel an der Temple University in Philadelphia. Er schloss sein Studium 1954 mit dem Bachelor ab.
Von 1955 bis 1960 arbeitete Cannon in New York als Schauspieler am Broadway und Off-Broadway. Am Broadway trat er in Eugene O’Neills A Moon for the Misbegotten (Ein Mond für die Beladenen) und in Bertolt Brechts Der gute Mensch von Sezuan auf. Off-Broadway spielte er in 20 Stücken mit, darunter Die Dreigroschenoper im Theatre de Lys und in The Iceman Cometh (Der Eismann kommt) im Circle in the Square Theatre. Er hatte Rollen in der West Side Story von Leonard Bernstein, in Tea and Sympathy von Robert Anderson und in I Can Get It for You Wholesale, einem Musical nach einem Buch von Jerome Weidman mit Text und Musik von Harold Rome, produziert von David Merrick. Im Fernsehen trat er in unter anderem in den Sendungen Studio One (1948), Playwrights '56 (1955), Camera Three (1955), Hallmark Hall of Fame (1951) auf.
In den 1960er Jahren wechselte Cannon nach Los Angeles, Hollywood. Dort trat er in verschiedenen Fernsehserien auf, darunter in 77 Sunset Strip (1958), The Outer Limits (1963).
Von 1965 bis 1968 arbeitete er als Darsteller, Direktor, Regisseur und Lehrer am Stanford Repertory Theatre. Dieses Theater war eine Eigenkapital-Gesellschaft, die aus neun Berufsschauspielern und zusätzlich aus Schauspiel-Studenten bestand. Es handelte sich um ein Pilotprojekt, das von der Rockefeller-Stiftung finanziert wurde. Während seiner Zeit in Kalifornien führte Cannon bei 15 Bühnenstücken die Regie.
1968 wurde Cannon als Professor für Drama an die University of Hawaiʻi at Mānoa, Abteilung Theater und Tanz, berufen. Während seiner Zeit an der Abteilung für Theater und Tanz führte Cannon bei mehr als 50 Produktionen Regie. Er war Vertreter der Fachversammlung der Universität. Cannon gehörte zu den Gründungsmitgliedern der Academy for Creative Media auf dem Campus der University of Hawaiʻi at Mānoa. 2002 wurde er zum Co-Direktor des Programms für Kino und Digitale Kunst ernannt.
Neben seiner Lehrtätigkeit trat er als Schauspieler in vielen Fernsehserien und Theaterstücken auf. Er inszenierte auf Hawaii mehr als hundert Theaterstücke am Kennedy Theatre, Diamond Head Theatre, Manoa Valley Theatre und anderen. Auf Hawaii hatte Cannon Bühnenauftritte in den Rollen des Iago in Othello, The Devil in J.B., Willie in The Sunshine Boys, Willy Loman in Tod eines Handlungsreisenden, Buddy in Follies und des Nat in I'm Not Rappaport.
Cannon gehörte mehreren namhaften Schauspielverbänden an, teilweise in Führungspositionen. Er war seit 1955 Mitglied der Actors' Equity Association (AEA) und seit 1956 der American Federation of Television and Radio Artists (AFTRA). Seit 1957 war er Mitglied der Screen Actors Guild (SAG) und später Präsident von deren Hawaii-Abteilung.
Als Anerkennung seiner Tätigkeit erhielt Cannon viele Auszeichnungen. Elf Mal erhielt er den Po'okela Award für exzellente Inszenierungen und einmal als bester Schauspieler.
Außerdem erhielt er 2009 den Pierre Bowman lifetime achievement award.
Zur Unterstützung des Theaterbetriebs wurde nach Cannons Tod der bis heute bestehende Glenn Cannon Fund gegründet. Seine Spendeneinnahmen werden zur Finanzierung der Theater- und Tanzausbildung an der University of Hawaiʻi at Mānoa verwendet.

## Rolle als District Attorney John Manicote in Hawaii Fünf-Null
Von 1968 bis 1977 spielte Cannon in 32 Episoden den District Attorney John Manicote in der Fernsehserie Hawaii Fünf-Null. Hier kam es zu einer unlogischen Entwicklung. Bis zur Staffel 9 wurde Manicote als District Attorney bezeichnet. Dann wurde er in Staffel 9, Episode 16 zum Generalstaatsanwalt befördert. Diese Art von Karriere ist aber unwahrscheinlich. Der Generalstaatsanwalt in Hawaii ist keine Karriereposition, sondern wird vom Gouverneur ernannt.

## Familie
Cannon war verheiratet und hatte eine Tochter, einen Sohn und eine Enkeltochter.

## Filmografie
- 1956: Playwrights ’56 (Fernsehserie, Episode 1x20)
- 1958: Cop Hater
- 1960: Johnny Staccato (Fernsehserie, Episode 1x26)
- 1961: Der Tollwütige (La belva col mitra)
- 1961: Alfred Hitchcock präsentiert (Alfred Hitchcock Presents, Fernsehserie, Episode 7x04)
- 1962–1965: Combat! (Fernsehserie, 5 Episoden)
- 1963: The Gallant Men (Fernsehserie, Episode 1x24)
- 1963: 77 Sunset Strip (Fernsehserie, Episode 6x10)
- 1964: The Outer Limits (Fernsehserie, Episode 1x29)
- 1964: No Time for Sergeants (Fernsehserie, Episode 1x12)
- 1970–1977: Hawaii Fünf-Null (Hawaii Five-O, Fernsehserie, 32 Episoden)
- 1978: The Islander (Fernsehfilm)
- 1981–1988: Magnum (Magnum, p.i., Fernsehserie, 14 Episoden in der Rolle des Arztes Dr. Ibold)
- 1988: NAM – Dienst in Vietnam ( Tour of Duty, Fernsehserie, Episode 1x15)
- 1989–1990: Dr. Kulani – Arzt auf Hawaii (Island Son, Fernsehserie, 4 Episoden)
- 1989–1990: Jake und McCabe – Durch dick und dünn (Jake and the Fatman, Fernsehserie, 2 Episoden)
- 1990: Katastrophenflug 243 (Miracle Landing, Fernsehfilm)
- 1994: Das Geheimnis der Braut (Picture Bride)
- 2004–2005: Lost (Fernsehserie, 3 Episoden)